# Forsyth County, North Carolina
Forsyth County är ett administrativt område i delstaten North Carolina, USA, med 350 670 invånare. Den administrativa huvudorten (county seat) är Winston-Salem. 

## Geografi
Enligt United States Census Bureau så har countyt en total area på 1 070 km². 1 062 km² av den arean är land och 8 km² är vatten.  

### Angränsande countyn
- Stokes County - norr
- Guilford County - öster
- Davidson County - söder
- Davie County - sydväst
- Yadkin County - väster
- Surry County - nordväst